# Kung Fu (serial telewizyjny)
Kung Fu – amerykański serial telewizyjny z lat 1972–1975 z Davidem Carradine w roli głównej.

## Opis fabuły
Serial opowiada o przygodach mnicha Kwai Chang Caine’a z klasztoru Szaolin.

## Obsada
- David Carradine jako Kwai Chang Caine (wszystkie 63 odcinki)[1]
- Radames Pera jako młody Kwai Chang Caine (47)
- Keye Luke jako mistrz Po (47)
- Philip Ahn jako mistrz Kan (40)
- James Hong jako mistrz Ywang Kyu (9)
- Richard Loo jako mistrz Sun (6)
- Victor Sen Yung jako mistrz Ling (7)
- Tad Horino jako Cowled Head (8)
- James Weatherill jako sierż. Sutter (7)
- Yuki Shimoda jako Shun Low (6)
- Tim McIntire jako Daniel Caine (5)
- John Fujioka jako Wuang Chu (5)
- Clyde Kusatsu jako lama Campo Kushog (5)
- Leslie Nielsen jako Vincent Corbino (4)
- Khigh Dhiegh jako wódz Sing Lu Chan (4)
- Benson Fong jako czarownik Liu (4)
- John Blyth Barrymore jako Zeke (4)
- Frank Michael Liu jako Huo (4)
- Tim Haldeman jako strzelec #1 (4)
- Ted Gehring jako Fuller (3)
- Bill McLean jako barman (3)
- Albert Salmi jako Raif (3)
- John Carradine jako Serenity Johnson (3)
- Soon-Tek Oh jako Chen Yi (3)
- John Vernon jako gen. Cantrell (3)
- Ned Romero jako „Lame Dog” (3)
- Robert Ito jako kpt. Tim Lee (3)
- Kenneth O'Brien jako Harlow Strunk